# Grondverzet

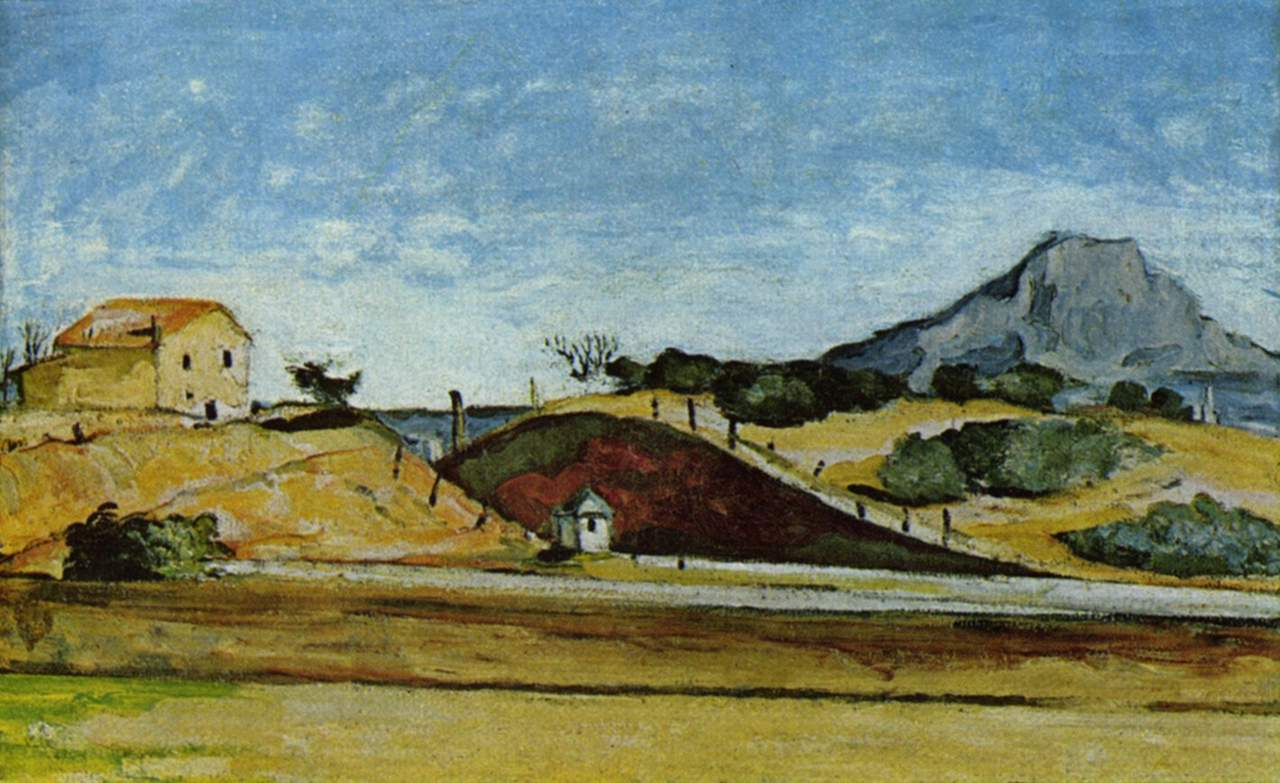
La Tranchée avec la montagne Sainte-Victoire, van Paul Cézanne (1869-1871), schilderij van grondwerken.

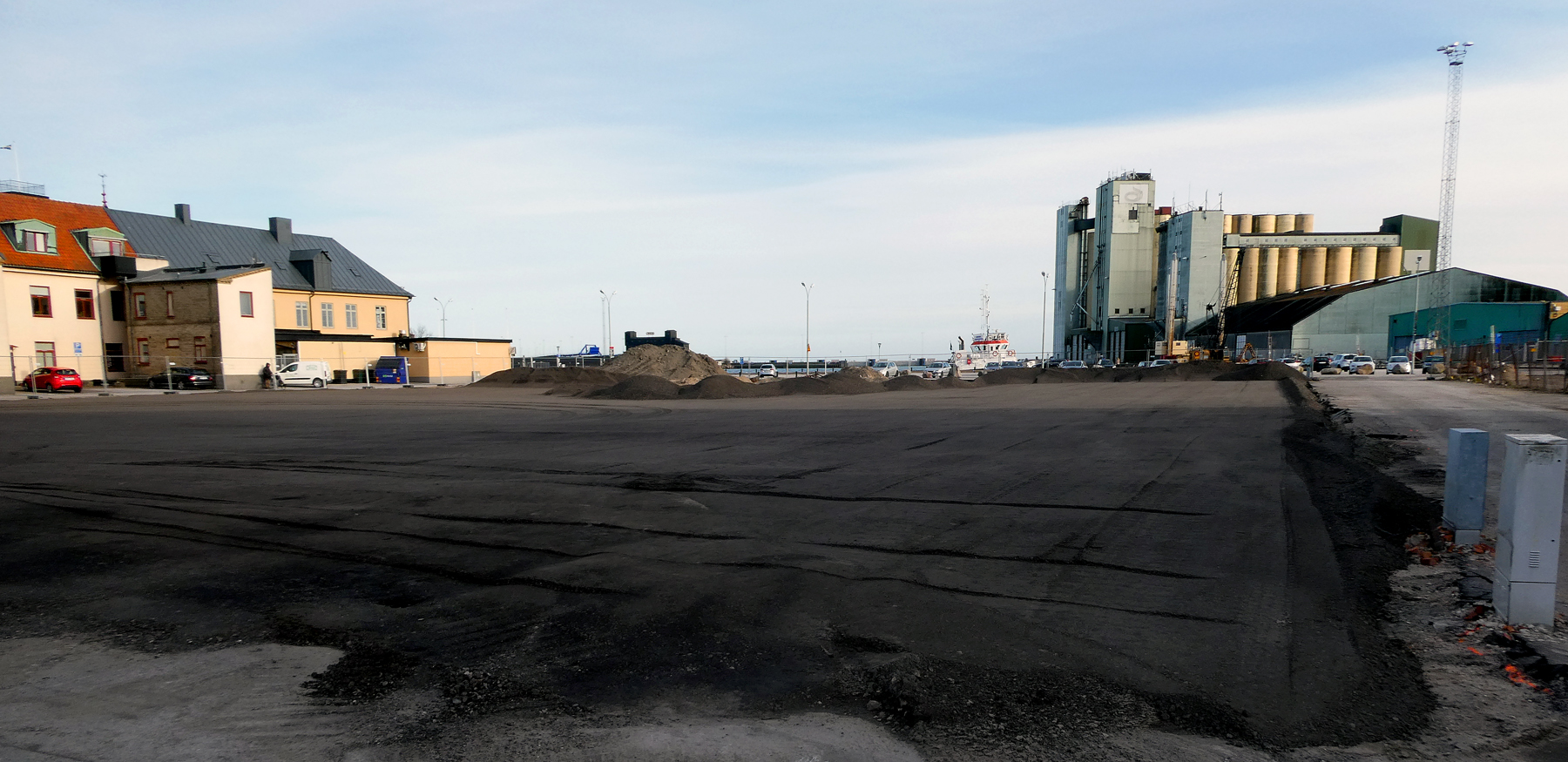
Grondwerk uitgevoerd in de haven van Ystad voor een nieuwbouw in 2021.

Grondverzet is de hoeveelheid grond die voor een uitgraving of ophoging of voor een combinatie van beide moet worden verplaatst, zodat er een weg of een constructie kan worden gebouwd. In een vlak terrein kan het grondverzet worden bepaald door een meting van het lengteprofiel. In een licht geaccidenteerd terrein zullen ook metingen van het dwarsprofiel noodzakelijk zijn om tot een goede bepaling van het grondverzet te komen. Hoe grilliger het terrein hoe dichter deze dwarsprofielen bij elkaar moeten liggen. Grondverzet wordt uitgevoerd met bouwmachines. Het kan duurder zijn dan het bouwen van een viaduct.

## Grondverzet in Vlaanderen
Grondverzet is in Vlaanderen geregeld door het Vlarebo. Hierin staan alle regels die betrekking houden tot het bemonsteren, uitgraven, opslaan en afvoeren van grond. In Vlaanderen wordt het administratieve luik van het grondverzet geregeld via Grondbank vzw en Grondwijzer vzw. Vragen met betrekking tot de huidige wetgeving dienen gericht te worden aan de OVAM. Vraag en aanbod van grond wordt in Vlaanderen geregeld via Grondbeheer Vlaanderen.